# 原敢二郎
原 敢二郎（はら かんじろう、1880年（明治13年）11月22日 - 1948年（昭和23年）4月23日）は、日本の海軍軍人。最終階級は海軍中将。

## 経歴
岩手県出身。旧盛岡藩士・原勝多の三男として生れる。盛岡中学校中退を経て、1900年12月、海軍兵学校（28期）を卒業し、1902年1月、海軍少尉任官。日露戦争では「筑紫」分隊長心得として出征した。「千代田」航海長などを経て、海軍大学校乙種学生、専修学生として学ぶ。第1艦隊参謀、「壱岐」航海長、呉鎮守府参謀などを歴任し、1911年5月、海軍大学校（甲種9期）を卒業した。
「三笠」航海長、舞鶴鎮守府参謀、海軍省軍務局員、オランダ駐在、「千早」艦長、欧州出張、軍務局第1課付、「出雲」艦長、教育局第1課長、「陸奥」艦長、第1艦隊兼連合艦隊参謀長などを経て、1924年12月、海軍少将に進級。軍令部第1班長、第5戦隊司令官などを務め、1928年12月、海軍中将となった。軍令部出仕、鎮海要港部司令官、軍令部出仕などを歴任し、1931年3月、予備役に編入された。
のち、1938年9月1日に発足した企画院東亜研究所理事に就任1945年9月まで務めた。1947年（昭和22年）11月28日、公職追放仮指定を受けた。

## 栄典
位階
- 1902年（明治35年）4月11日 - 正八位[6]
- 1903年（明治36年）12月19日 - 従七位[7]
- 1905年（明治38年）2月14日 - 正七位[8]
- 1910年（明治43年）3月22日 - 従六位[9]

勲章等
- 1906年（明治39年）4月1日 - 勲五等双光旭日章・明治三十七八年従軍記章[10]
- 1915年（大正4年）11月7日 - 旭日小綬章・大正三四年従軍記章[11]
- 1920年（大正9年）11月1日 - 戦捷記章[12]
- 1940年（昭和15年）8月15日 - 紀元二千六百年祝典記念章[13]

## 親族
- 兄 原勝郎（京都帝国大学教授）